# Гулиев, Нифталы Танрыверди оглы
Нифталы Танрыверди оглы Нифталы (азерб. Niftalı Tanrıverdi oğlu Quliyev; 1 января 1948 — 15 декабря 2012) — азербайджанский судья по боксу, заслуженный деятель физической культуры и спорта Азербайджанской Республики (2006), международный судья по боксу.

## Биография
Нифталы Гулиев родился 1 января 1948 года в селе Чанадж района Гюлистан Нахичеванской Автономной Республики в интеллигентной семье. С ранних лет проявлял интерес к спорту, начав обучение у тренера Бориса Моордана. После окончания средней школы № 13 города Сумгаита в 1971 году поступил в Азербайджанский государственный институт физической культуры, который окончил в 1975 году. В 1975 году ему было присвоено звание «Мастер спорта СССР».
Нифталы Гулиев скончался 15 декабря 2012 года в возрасте 64 лет.

## Карьера
С 1975 по 1984 год работал председателем Сумгаитского городского совета Общества содействия обороне, авиационному и химическому строительству. С 1984 по 1997 год занимал должности заместителя директора, исполняющего обязанности директора, а затем директора Республиканского центра физического воспитания Министерства образования Азербайджанской Республики. С 1987 года являлся вице-президентом Федерации бокса Азербайджана.

## Судейская деятельность
В 1993 году Нифталы Гулиев получил звание международного судьи по боксу Европейской ассоциации любительского бокса (EABA), а в 1996 году — международного судьи по боксу Международной ассоциации любительского бокса (AIBA). В 2000 году был признан лучшим судьей мира по боксу. В 2004 году стал одним из лучших судей Олимпийских игр в Афинах, а в 2005 году на чемпионате мира в Пекине был признан лучшим судьей турнира. Он судил чемпионаты мира и Европы, Кубки мира и Европы, а также международные турниры в различных странах, включая Польшу, Данию, Словакию, Венгрию, Хорватию, Румынию, Италию, Болгарию, Грецию, Турцию и Иран.

## Награды и признание
Нифталы Гулиев был удостоен звания «Заслуженный деятель физической культуры и спорта Азербайджанской Республики» в 2006 году. Он также получил медаль «Прогресс» в 2001 году и орден «Слава» в 2010 году. В 2005 году был награждён Почетной грамотой Президента Азербайджанской Республики.